# Ste. Genevieve Bay
Ste. Genevieve Bay är en vik i Kanada.   Den ligger i provinsen Newfoundland och Labrador, i den östra delen av landet, 1 500 km öster om huvudstaden Ottawa.
Trakten runt Ste. Genevieve Bay är nära nog obefolkad, med mindre än två invånare per kvadratkilometer.